# Cornelia Nath
Cornelia Nath (* 14. Juni 1954) ist eine niederdeutsche Sprachaktivistin und leitete bis 2014 das Plattdütskbüro der Ostfriesischen Landschaft in Aurich.

## Leben
Nath hat Politologie und Romanistik studiert und arbeitet seit 1988 für die Ostfriesische Landschaft. Seit 1997 leitet sie die Fachgruppe Niederdeutsch im Niedersächsischen Heimatbund, seit 2002 vertritt sie die Plattdeutsch-Sprecher des Landes Niedersachsen im Bundesrat für Niederdeutsch. Von 1999 bis 2006 war Nath Mitglied bei EBLUL Deutschland, in den Jahren 2005 und 2006 Vorstandsmitglied im europäischen Vorstand von EBLUL. Cornelia Nath ist bekannt für ihr Engagement für frühe Mehrsprachigkeit bei Kindern und für den Gebrauch des Plattdeutschen in Kindergärten, Schulen und im Arbeitsalltag.
2008 wurde sie dafür mit dem Keerlke-Preis ausgezeichnet. 2021 erhielt sie das Verdienstkreuz 1. Klasse des Niedersächsischen Verdienstordens.

## Publikationen
- Neje plattdütske Theaterstücken för Kinner un jung Lü. Regionales Pädagogisches Zentrum, Aurich 1997
- Nu man To! (mit Herma Knabe) Sprachlehrbuch für die Schule, Regionales Pädagogisches Zentrum, Aurich 1997 (3. Auflage 2004)
- Neje Tweesprakigheid in d’ Kinnergaarn – En bispillgevend Versök. Regionales Pädagogisches Zentrum, Aurich 1999
- Mehrsprachigkeit in der Vor- und Grundschulperiode. Ostfriesische Landschaft / Plattdütskbüro, Aurich 2003
- Frühe Mehrsprachigkeit unter Einbeziehung der Regionalsprache Plattdeutsch. Material- und Arbeitsmappe für Lehrkräfte an Berufsbildenden Schulen. Ostfriesische Landschaft / Plattdütskbüro, Aurich 2003
- Die Zukunft ist mehrsprachig. Vorteile der mehrsprachigen Erziehung in Familie, Kindergarten und Grundschule, Ratgeberbroschüre. Ostfriesische Landschaft / Plattdütskbüro, Aurich 2003
- Plattdütsk – Die Regionalsprache im Wirtschaftsleben und in der Verwaltung. Ein Ratgeber für Betriebe, Verwaltungen, Verbände und Vereine. Ostfriesische Landschaft / Plattdütskbüro, Aurich 2004